# Panteón Rococó (álbum)
Panteón Rococó es el cuarto álbum de estudio de la banda homónima mexicana de ska y rock en español, y fue lanzado al mercado en 2007 por el sello Sony BMG Music Entertainment.

## Recepción
El crítico de Allmusic, Evan C. Gutiérrez, calificó a este disco con una puntuación de 4.5 estrellas de cinco posibles, argumentando que: «Para aquellos que escuchen a este grupo mexicano por primera vez, al oír este álbum, les dejará seguramente una buena primera impresión».

## Lista de canciones
Todos los temas fueron escritos por Panteón Rococó.

| N.º   | Título                     | Duración |  |
| 1.    | «Acábame de matar»         | 3:01     |  |
| 2.    | «Triste realidad»          | 4:01     |  |
| 3.    | «¿Dónde se queda?»         | 3:11     |  |
| 4.    | «Vendedora de caricias»    | 3:46     |  |
| 5.    | «Estrella roja»            | 3:18     |  |
| 6.    | «¿Qué pasará?»             | 4:01     |  |
| 7.    | «Cuando tengas»            | 4:44     |  |
| 8.    | «Caminemos juntos»         | 3:43     |  |
| 9.    | «Canciones de amor y odio» | 2:57     |  |
| 10.   | «No me vayas a dejar»      | 3:13     |  |
| 11.   | «No te recuerdo»           | 3:54     |  |
| 12.   | «De luna a sol»            | 2:48     |  |
| 13.   | «La distancia»             | 4:26     |  |
| 47:03 |                            |          |  |

## Créditos

### Panteón Rococó
- Dr. Shenka — voz, coros y programación.
- Darío Espinosa — bajo acústico y eléctrico.
- Hiram Paniagua — batería.
- Leonel Rosales — guitarra.
- Felipe Bustamante — teclados.
- Paco Barajas — trombón.
- Rodrigo Gorri Bonilla — guitarra.
- Missael — saxofón y zurna.
- Tanis — percusiones, cajón y zurna.

### Músicos invitados
- Amilcar Nadal - voz (Triste Realidad)
- Sr. Flavio — bajo.
- Yussa Farfán — percusiones y timbales.
- Ofelia Medina — voz.
- Pascual Montaño — trompeta.
- Liber Terán — coros.

### Personal de producción
- Don C. Tyler — masterización.
- Carlos Álvarez — fotógrafo.
- Rafael Zepeda — A&R.

Producido y dirigido por Jorge chiquis Amaro